# Лихачёв, Николай Никитич
Никола́й Ники́тич Лихачёв (псевдоним — Андре́й Васи́льевич Светла́нин; 7 июля 1905, село Пупки, Рязанская губерния, по другим данным — деревня Кость Мерная, Рязанская губерния — 1 августа 1965, Франкфурт-на-Майне, Германия) — советский и русский эмигрантский журналист, главный редактор журнала «Посев».

## Биография

### Ранняя биография
Происходил из крестьянской семьи, мать — из интеллигенции. Окончил четыре класса церковно-приходской школы в селе Костемереве, после чего осенью 1917 года поступил в Режицкую мужскую гимназию. С 1920 по 1924 год был рабочим на шахте, параллельно в 1921—1922 годах обучался в четырёхмесячной советской уездной школе в городе Скопине. 1 июня 1920 года вступил в комсомол. В 1926 году был принят кандидатом в члены коммунистической партии.

### Начало журналистской и армейской деятельности
С 1926 по 1928 год был корреспондентом, инструктором отдела, заведующим отделом газеты «Рабочий клич», параллельно обучался в двухгодичной губернской советской партийной школе, опубликовал небольшую повесть «Шаг в жизни». С 1928 по 1929 годы проходил воинскую службу в 66-м стрелковом полку 22-й стрелковой дивизии в Краснодаре, демобилизован как командир взвода запаса, стал членом коммунистической партии. После демобилизации был ответственным секретарём, заместителем редактора в краснодарской городской газете. С 1931 по 1932 годы — главный редактор газеты «Червоный стяг» на украинском языке, органе Краснодарского района. С 1932 по 1938 год вновь проходил службу в армии, в городе Биробиджане, где занимал должность командира взвода, командира роты, работника финансово-планового отдела батальона. В этот период жизни также работал в редакции хабаровской армейской газеты «Тревога», затем — ответственный редактор дивизионной газеты благовещенской дивизионной газеты «Боец Особой». По некоторым данным, переезд на Дальний восток был связан с критикой коллективизации со стороны Лихачёва.

### В годы массовых репрессий
Летом 1938 года был исключён из партии и снят с работы за «политическую слепоту», «за бытовую связь с врагами народа», «за подозрительную дружбу с бывшим комиссаром 26-го корпуса — врагом народа Жуковым». Подал апелляцию на это решение, которая была удовлетворена в 1939 году, после чего Лихачёв был восстановлен в коммунистической партии и получил работу во всесоюзной газете «На страже», бывшей органом Осоавиахима. Вскоре стал заместителем главного редактора, а затем — главным редактором этой газеты.

### Во время Великой Отечественной войны
Участник Великой Отечественной войны, в 1941 году был призван в действующую армию. Был командиром роты, затем в звании батальонного комиссара был начальником отдела армейской жизни газеты «Отвага» — органа Второй ударной армии. 7 июля 1942 года попал в плен. В плену находился в каунасской тюрьме, различных лагерях для военнопленных. Согласился сотрудничать с организацией «Винета» — структурным пропагандистским подразделением нацистского Имперского министерства народного просвещения и пропаганды.

### После войны
После капитуляции Германии в 1945 году оказался в Британской зоне оккупации, работал уборщиком в Гамбурге под именем А. В. Фролов. Позднее переехал в Великобританию, где работал в госпитале, а позднее читал лекции о Советской армии английским переводчикам в Кембриджском университете. Начал сотрудничать с русскими эмигрантскими изданиями «Посев» и «Грани». С 1955 года был ответственным редактором «Посева», а с 1958 года — его главным редактором. Опубликовал в «Посеве» 726 статей. Несмотря на то, что «Посев» является органом Народно-трудового союза, никогда не был членом этой организации.
Скоропостижно скончался 1 августа 1965 года во Франкфурте-на-Майне от сердечного удара.

## Псевдонимы
С 1952 года публиковался под псевдонимом Андрей Васильевич Светланин. Также использовал псевдонимы А. Землев, А. Полынов, Н. Покровский, А. Аркадьев, Е. Кузовкин, Ф. Кузьмичёв, Н. Веригин, Ф. Ракитин, В. Московитинов, Д. Митин, Н. Северов. Кроме того, подписывался инициалами А. П., Ан. С., А. З., Н. П..